# Erysimum montanum
Erysimum montanum är en korsblommig växtart som beskrevs av Heinrich Johann Nepomuk von Crantz. Erysimum montanum ingår i släktet kårlar, och familjen korsblommiga växter. Inga underarter finns listade i Catalogue of Life.